# علاقات فلسطين وكردستان العراق
علاقات فلسطين وكردستان العراق (بالكردية: پەیوەندییەکانی هەرێمی کوردستان-فەلەستین) هي العلاقات الدولية، الدبلوماسية، والثقافية بين إقليم كردستان العراق شبه المتمتع بالحكم الذاتي والسلطة الوطنية الفلسطينية.
للسلطة الفلسطينية تمثيل دبلوماسي في كردستان العراق من خلال قنصلية عامة في أربيل، مما يجعلها واحدة من أولى الحكومات العربية التي تربطها علاقات مع كردستان العراق. في المقابل، لا يوجد أي تمثيل دبلوماسي كردي في فلسطين.
في 29 نوفمبر 2011، افتتحت القنصلية الفلسطينية العامة في أربيل، مما يعكس بداية التعاون الدبلوماسي بين الطرفين. في أبريل 2009، زار الرئيس الفلسطيني محمود عباس أربيل والتقى برئيس إقليم كردستان مسعود بارزاني، ليصبح أول رئيس دولة أجنبي يزور الإقليم. وفي 12 مايو 2023، تم توقيع اتفاق تفاهمات ثنائية بين فلسطين وكردستان العراق، مع التركيز على التعاون في مجالات متعددة.
يشترك الشعبان الفلسطيني والكردي في طموحات مشابهة للاستقلال وإقامة دولة، ويواجهون تحديات سياسية كبيرة في هذا السياق. يسعى الطرفان لتعزيز التعاون المشترك في مختلف المجالات.

## التاريخ
افتتحت الحكومة الفلسطينية قنصليتها العامة في إقليم كردستان في 29 نوفمبر 2011 في أربيل، إقليم كردستان. بعد غزو العراق عام 2003، زار محمود عباس بغداد، حيث أجرى محادثات مع جلال طالباني. بعد أسبوع، في أبريل 2009، زار عباس أربيل والتقى مسعود بارزاني، ليصبح أول رئيس دولة أجنبي يزور إقليم كردستان. صرح عباس: "لم نكن بحاجة إلى أي دعوة لزيارة هذه الأمة الشقيقة وشعرنا لفترة طويلة أن الأبواب كانت مفتوحة لنا دائما دون الحاجة حتى إلى تحديد موعد، ولم يتم إخبار الرئيس المحترم بارزاني بزيارتنا حتى قبل 24 ساعة". صرح بارزاني "نحن معتادون على أن يكون إخواننا الفلسطينيون دائما في طليعة مساعدة شعبنا في الماضي والحاضر، وستعزز هذه الزيارة العلاقة بين شعبينا مع معاناتهما المماثلة. تماما كما هو أول رئيس يزور المنطقة التي نتوقعها ونأمل أن تكون القنصلية الفلسطينية أول قنصلية تفتح في أربيل."
وصف نظمي حزوري، أول قنصل عام فلسطيني في كردستان، افتتاح القنصلية بأنه "إنجاز كبير" للشعب الفلسطيني. ادعى السفير أيضا أن الأكراد الذين يدعمون إسرائيل كانوا مجرد "دعاية" وذكر "ما أشعر به هنا هو أن الأكراد يدعمون فلسطين". كما ذكر أن "زعيمنا العظيم ياسر عرفات كان لديه علاقات جيدة مع الملا مصطفى بارزاني، وبعد ذلك مع مسعود بارزاني وجلال طالباني. ما نشترك فيه هو أن كلانا ضحايا اتفاقية سايكس بيكو لعام 1916. أدى ذلك إلى احتلال إسرائيل لفلسطين، وتقسيم كردستان"، ودحض ادعاءات أن الفلسطينيين هم بعثيون، قائلا "جميع الحكومات العربية كانت تدعمنا. طلبت منهم منظمة التحرير الفلسطينية دعم الثورة الفلسطينية، وكان العراق واحدا منهم فقط. لا ينبغي للفلسطينيين أن يدفعوا ثمن تلك العلاقة، لأنهم لم يكونوا يبحثون عن الحرب، ولكن عن أرضهم واستقلالها. تونس ليست غنية، ولكنها دفعت ثمن فلسطين، وكذلك اليمن والجزائر وجميع الحكومات العربية. حصلنا على الدعم من جميع العرب. كان لدينا جنود عرب دفعوا دماء لفلسطين. ومع ذلك، في نفس الوقت الذي كان لزعيمنا ياسر عرفات علاقة مع صدام حسين، كان لديه أيضا علاقة مع الملا مصطفى بارزاني."
خلال استفتاء استقلال كردستان عام 2017، عندما ادعى نوري المالكي أن كردستان المستقلة ستكون "إسرائيل ثانية"، رد تيسير خالد على المالكي، قائلا "مهما كان الاختيار ونتائج وتداعيات الاستفتاء، فإن المقارنة بين كردستان وإسرائيل هي مقارنة غير عادلة ويجب رفضها من المقام الأول لأسباب عديدة، ربما يكون أهمها أن الأكراد في شمال العراق وفي المنطقة بشكل عام ليسوا شعبا محتل أو خارجيا، لكنهم شعب أصيل وعظيم عاشوا في أرض آبائهم وأجدادهم وحافظوا على هويتهم الأصيلة وتراثهم وتاريخهم وحضارتهم، وساهموا في الدفاع عن منطقتنا في مواجهة الطموحات والغزوات الأجنبية، في حين أن إسرائيل مختلفة تماما، فهي دولة تشكلت في سياق عملية استعمارية فرضتها الدول الاستعمارية على المنطقة من الخارج، ولا تزال تعبث في هذه المنطقة".
على الرغم من أن صائب عريقات عارض بشدة الاستقلال الكردي وأشار إليه على أنه "سيف مسموم ضد العرب" في عام 2017، أرسل نيجيرفان بارزاني تعازيه بعد وفاة عريقات.
في عام 2021، كان هناك مؤتمر في أربيل لأكثر من 300 عراقي، بما في ذلك العديد من شيوخ عشائر عربية سنية، الذين دعوا إلى اتفاق سلام عراقي إسرائيلي. ادعى إقليم كردستان أنه لم يتم إبلاغهم بالمؤتمر، ولم يسمحوا بذلك، في حين انتقد الاتحاد الوطني الكردستاني المؤتمر، "سواء عقد في إقليم كردستان أو في العراق" وادعى أنهم يدعمون "القضية العادلة لفلسطين".
أعلن السياسيون الأكراد، بمن فيهم مسعود بارزاني وأدهم بارزاني، دعمهم لفلسطين خلال الأزمة الإسرائيلية الفلسطينية لعام 2021. في عام 2023، خلال الحرب بين إسرائيل وحماس، أعلن نيجيرفان بارزاني دعمه لدولة فلسطينية مستقلة. أيضا في عام 2023، أرسل اقليم كردستان مساعدات إلى غزة عبر مصر. في عام 2024، كرر نيجيرفان بارزاني أن "إقليم كردستان يدعم إنشاء دولة فلسطينية مستقلة".
في أبريل 2012، دُعي منتخب كردستان العراق لكرة القدم للمشاركة في بطولة فلسطين الدولية 2012، حيث عقد اتحاد كردستان العراق لكرة القدم اجتماعًا طارئًا، وقرر في نهاية المطاف أن يشارك الفريق. قال سلام حسين، رئيس اتحاد كردستان العراق لكرة القدم، "لقد قررنا أخيرًا أن يشارك الفريق في بطولة فلسطين بعد أن وجدنا أن المنافسة لن تتزامن مع كأس العالم للأقاليم.